# NFL 1952
Die NFL-Saison 1952 war die 33. Saison der National Football League (NFL). Als Sieger aus dieser Saison gingen die Detroit Lions hervor.
Erstmals spielte in dieser Saison kein Team primär aus der Single-Wing Formation, nachdem die Pittsburgh Steelers sie als letztes Team gegen die T-Formation austauschten. Vor der Saison hatte die NFL das Franchise der New York Yanks zurückgekauft und das Franchiserecht später an eine Gruppe aus Dallas verkauft. Diese gründeten die Dallas Texans, verkauften diese nach schlechten Ergebnissen jedoch Mitte der Saison wieder zurück an die NFL. Diese führten sie für die letzten fünf Spiele als reines Auswärtsteam weiter, ehe sie es nach der Saison auflösten. Es war die letzte gescheiterte Mannschaft in der Geschichte der NFL.

## Regular Season
| American Conference | American Conference | American Conference | American Conference | American Conference | American Conference | American Conference |
| Team                | S                   | N                   | U                   | SQ                  | P+                  | P−                  |
| ------------------- | ------------------- | ------------------- | ------------------- | ------------------- | ------------------- | ------------------- |
| Cleveland Browns    | 8                   | 4                   | 0                   | 0,667               | 310                 | 213                 |
| New York Giants     | 7                   | 5                   | 0                   | 0,583               | 234                 | 231                 |
| Philadelphia Eagles | 7                   | 5                   | 0                   | 0,583               | 252                 | 271                 |
| Pittsburgh Steelers | 5                   | 7                   | 0                   | 0,417               | 300                 | 273                 |
| Chicago Cardinals   | 4                   | 8                   | 0                   | 0,333               | 172                 | 221                 |
| Washington Redskins | 4                   | 8                   | 0                   | 0,333               | 240                 | 287                 |

| National Conference | National Conference | National Conference | National Conference | National Conference | National Conference | National Conference |
| Team                | S                   | N                   | U                   | SQ                  | P+                  | P−                  |
| ------------------- | ------------------- | ------------------- | ------------------- | ------------------- | ------------------- | ------------------- |
| Detroit Lions 1     | 9                   | 3                   | 0                   | 0,750               | 344                 | 192                 |
| Los Angeles Rams 1  | 9                   | 3                   | 0                   | 0,750               | 349                 | 234                 |
| San Francisco 49ers | 7                   | 5                   | 0                   | 0,583               | 285                 | 221                 |
| Green Bay Packers   | 6                   | 6                   | 0                   | 0,500               | 295                 | 312                 |
| Chicago Bears       | 5                   | 7                   | 0                   | 0,417               | 245                 | 326                 |
| Dallas Texans       | 1                   | 11                  | 0                   | 0,083               | 182                 | 427                 |

## Play-offs
Während Cleveland die American Conference mit einem Sieg Vorsprung vor den New York Giants gewann, waren in der National Conference die Los Angeles Rams und die Detroit Lions mit neun Siegen und drei Niederlagen gleich auf. Deshalb wurde ein Play-off-Spiel für die National Conference nötig, dass die Lions gegen die Rams zuhause mit 31:21 gewannen.
|                        |                           |  | National Conference Championship |                           |                  |  |                |
|                        | Detroit 21. Dezember 1952 |  | Detroit Lions                    | \| \| 31 : 21 \| \| \| \| | Los Angeles Rams |  | Briggs Stadium |
| (7:0, 7:7, 10:0, 7:14) | Detroit 21. Dezember 1952 |  | Detroit Lions                    |                           | Los Angeles Rams |  | Briggs Stadium |
|                        | 31 : 21                   |  |                                  |                           |                  |  |                |
|                        |                           |  |                                  |                           |                  |  |                |

Im anschließenden Championship Game gewannen die Lions erneut, diesmal auswärts gegen die Browns mit 17:7. Es war die zweite Meisterschaft der Lions nach 1935.
|                      |                             |  | NFL Championship Game |                          |               |  |                                               |
|                      | Cleveland 28. Dezember 1952 |  | Cleveland Browns      | \| \| 7 : 17 \| \| \| \| | Detroit Lions |  | Cleveland Municipal Stadium Zuschauer: 50.934 |
| (0:0, 0:7, 7:7, 0:3) | Cleveland 28. Dezember 1952 |  | Cleveland Browns      |                          | Detroit Lions |  | Cleveland Municipal Stadium Zuschauer: 50.934 |
|                      | 7 : 17                      |  |                       |                          |               |  |                                               |
|                      |                             |  |                       |                          |               |  |                                               |